# Nikon Coolpix P610

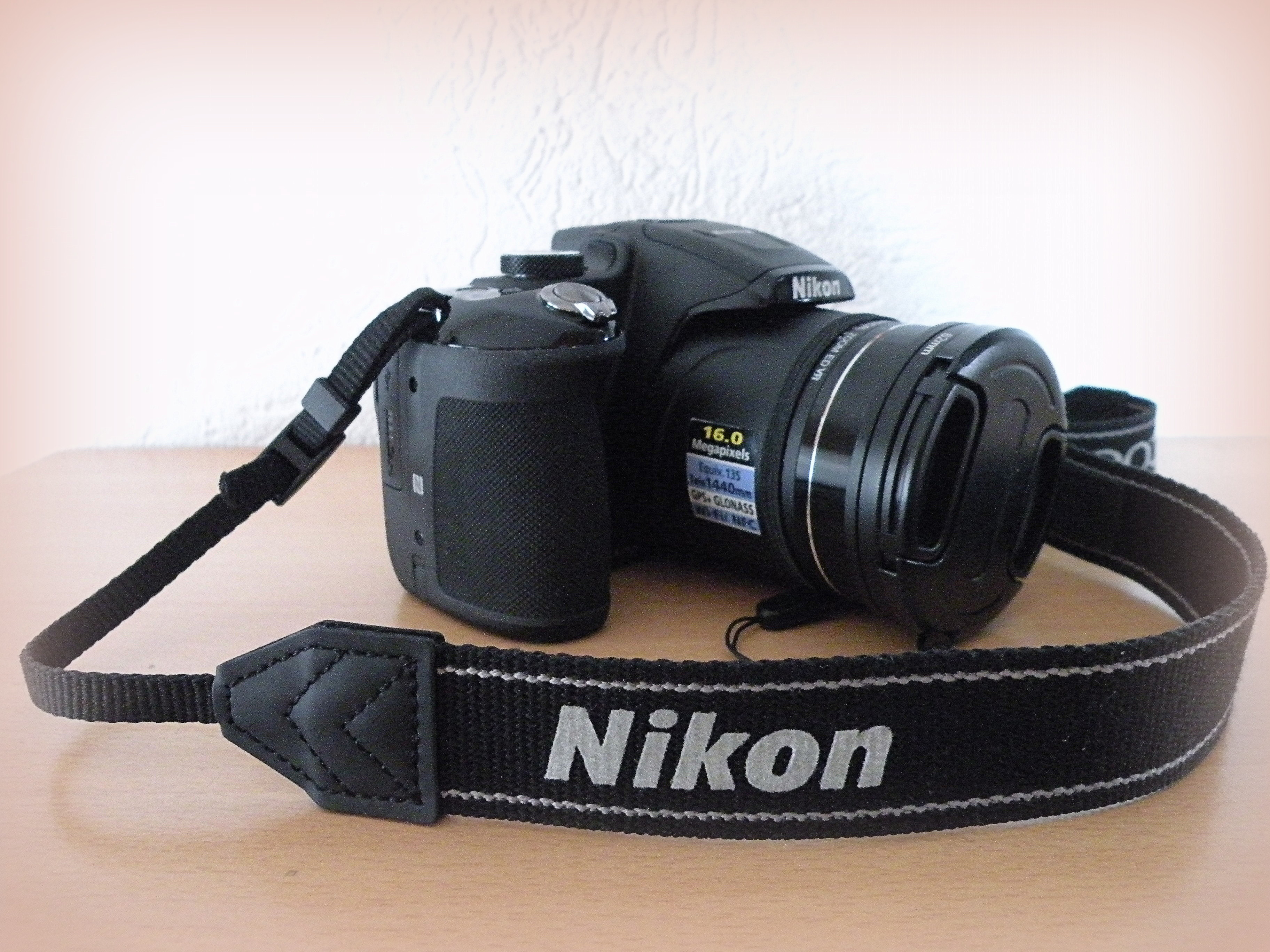
Vooraanzicht, lens gesloten

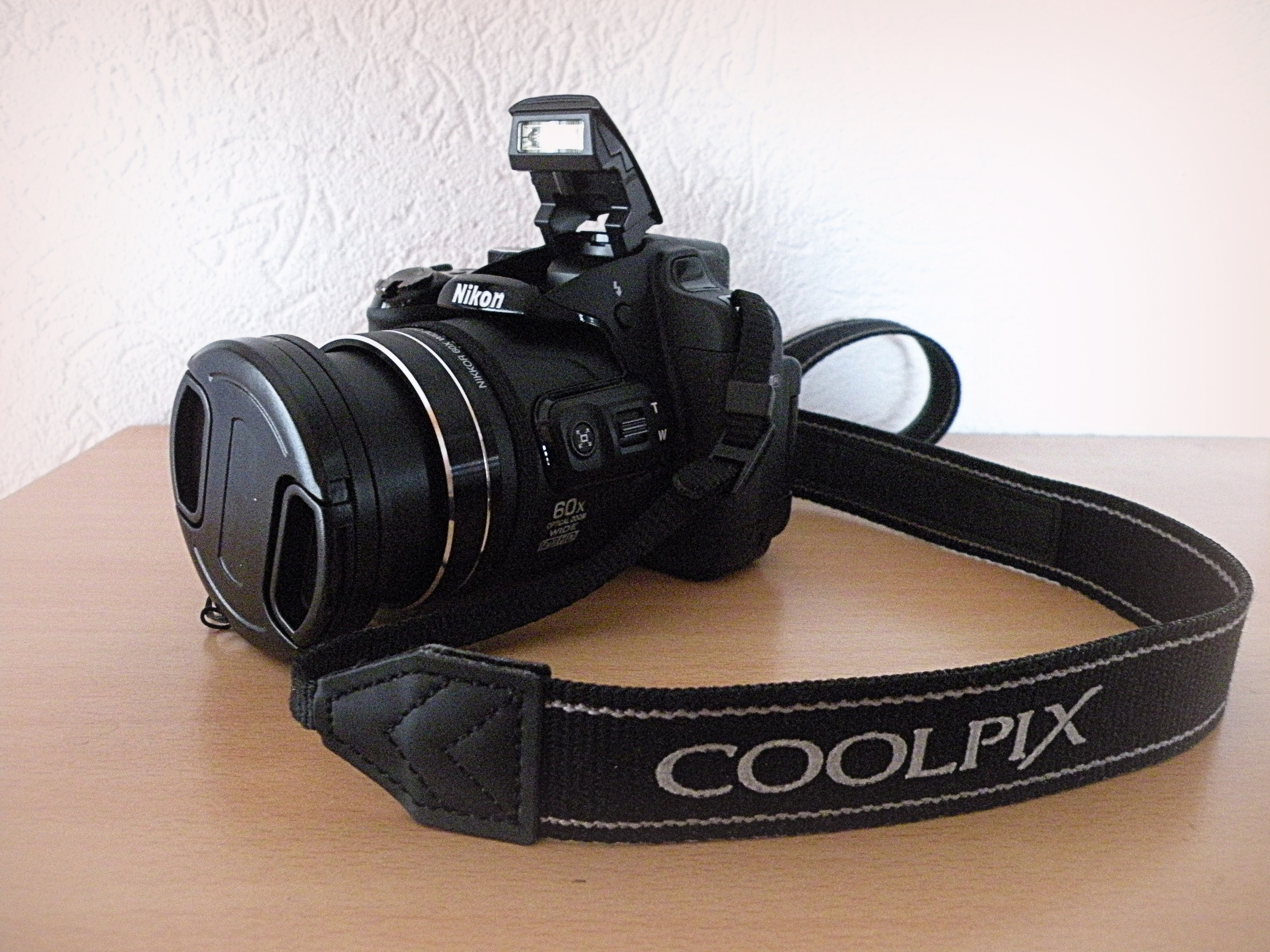
Vooraanzicht, flitser omhoog

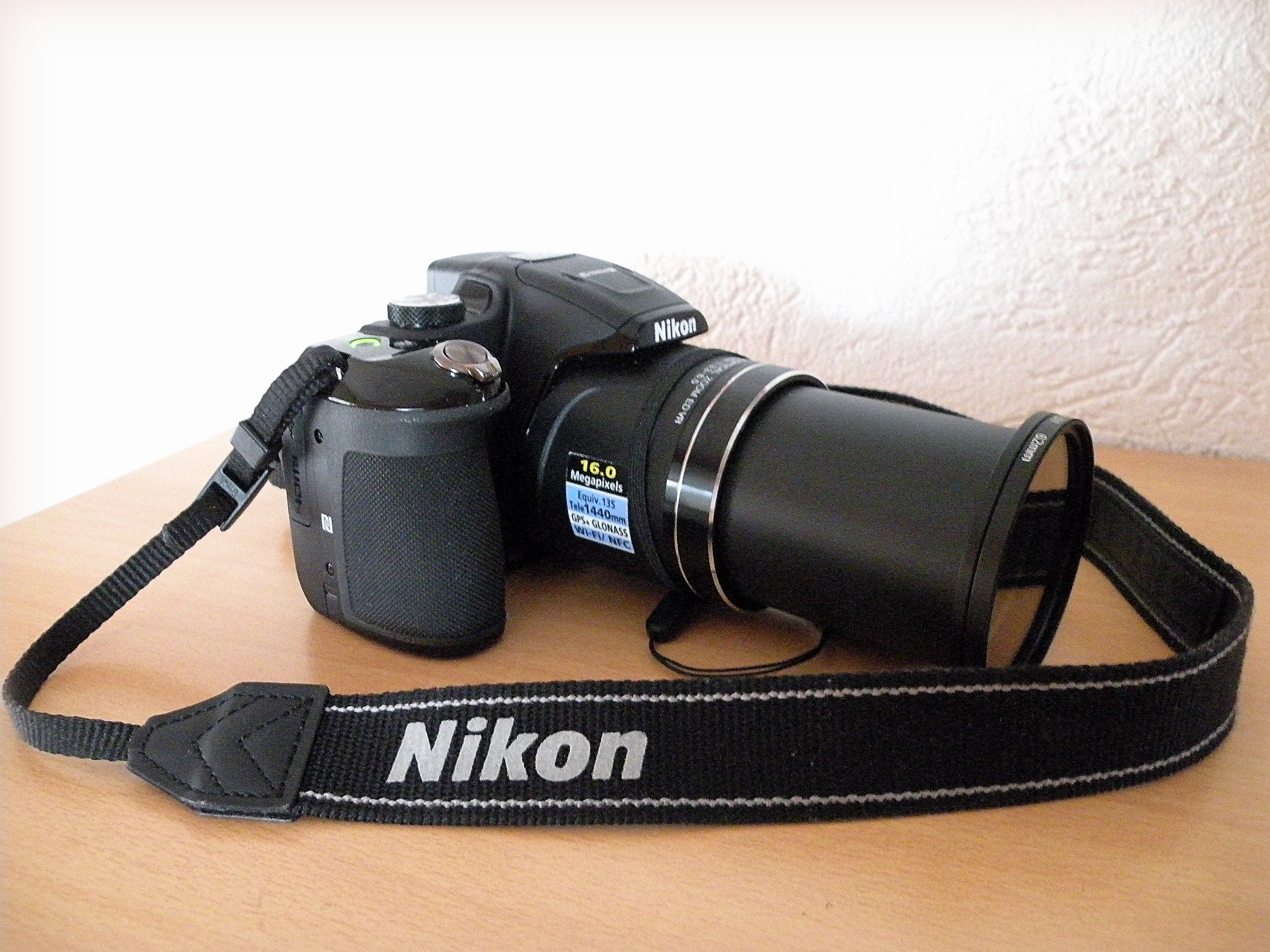
Vooraanzicht, telelens uit met UV-filter

De Nikon Coolpix P610 is een stereo digitale bridgecamera van Nikon uit februari 2015 met 16 MP CMOS-sensor.
De camera heeft een elektronische zoeker met oogcorrectie (dioptrie-instelling), een draaibaar en kantelbaar lcd-scherm van 3 inch, een Nikkorlens en een ingebouwde opklapbare flitser.
De camera heeft Wi-Fi, NFC en GPS * GLONASS aan boord.
De Coolpix P610 heeft een maximale resolutie 4608 x 3456 en zestigmaal Nikkor optisch zoomobjectief. De ook aanwezige digitale zoom  kan uitgezet worden. Daarnaast zijn macro-opnamen mogelijk tot op 1 centimeter, zonder het wisselen van lenzen (kleinbeeldequivalent: 24-1440 mm). Gezichtsherkenning, sportopnamen tot 7 beelden zijn mogelijk, evenals panoramaopnamen en diverse beeldformaten. 
Verder heeft de camera een dubbele beeldstabilisator, door Nikon vibratiereductie genoemd. De camera wordt gevoed door 1 oplaadbare Li-ion-batterij en heeft naast een intern geheugen van circa 52 MB de mogelijkheid voor een (ultra-)SD-kaart van 32 /64 gigabyte.
Er zijn een 20-tal onderwerpstanden onder de knop scène, variërend van portret tot nachtlandschap. Ook de mogelijkheid tot het maken van filmopnamen is aanwezig.
Het ISO-bereik loopt van 100 tot 6400; de sluitertijden van 15 tot 1/4000 sec.
De gangbare PSAM-standen zijn individueel instelbaar, met als extra de U-stand om gebruikersinstellingen op te slaan.
Na het maken van de foto's zijn nog diverse interne bewerkingen mogelijk, bijvoorbeeld: vignettering, fisheye, beeld draaien en D-lighting (waarmee een te donkere opname lichter gemaakt kan worden).
Het gewicht van de camera is, inclusief accu en geheugenkaart, omstreeks 600 gram en is daarmee zo'n 100 gram zwaarder dan zijn voorgangers de P500 en P510.